# Yaeji
Kathy Yaeji Lee (* 6. August 1993 in Flushing, Queens, New York City), bekannt als Yaeji, ist eine US-amerikanisch-koreanische DJ und Produzentin im Bereich der elektronischen Musik. Ihr Stil mischt House und Hip-Hop mit zartem Gesang in Englisch und Koreanisch.

## Biografie
Yaeji wurde in Flushing als Tochter einer koreanischen Familie geboren, die öfters umzog. Einen Großteil ihrer Schulzeit verbrachte sie in Südkorea, teilweise auch in Japan. Mit Freunden blieb sie über das Internet in Kontakt, wo sie auch ihre Liebe zur Musik entdeckte.
An der Carnegie Mellon University in Pittsburgh studierte Yaeji Konzeptkunst, Ostasienwissenschaften und Grafikdesign. Nebenbei begann sie als DJ auf House Partys zu arbeiten. 2015 schloss sie ihr Studium ab.
Nach dem Studium zog Yaeji wieder nach New York, um sich ganz der Musik zu widmen und in Clubs zu arbeiten. Sie veröffentlichte Songs auf SoundCloud, bevor 2016 ihre ersten Singles New York ‘93 – ihr Geburtsjahr – und Guap – im Original von DJ Mall Grab – erschienen.
2017 kam ihre erste EP Yaeji heraus. Im gleichen Jahr wurde sie nach ihrer ersten Boiler Room Session einem weiteren Publikum bekannt.
Es folgte eine Reihe von Singles und die zweite EP, schlicht EP2 benannt. Im November 2017 erschien Yaeji auf der BBC-Liste Sound of 2018. 2018 trat sie beim Coachella-Festival auf. 2020 kam das Mixtape What We Drew 우리가 그려왔 heraus.
Am 7. April 2023 erschien ihr Debütalbum With A Hammer.

## Diskografie

### Alben
- 2023: With A Hammer

### Mixtapes
- 2020: What We Drew 우리가 그려왔

### EPs
- 2017: Yaeji
- 2017: EP2

### Singles
- 2016: New York ‘93
- 2016: Guap
- 2017: Noonside
- 2017: Feel It Out
- 2017: Therapy
- 2017: Passionfruit
- 2017: Drink I’m Sippin On
- 2017: Raingurl
- 2018: One More
- 2020: Waking Up Down
- 2020: What We Drew 우리가 그려왔던
- 2020: When I Grow Up

### Musikvideos
- 2016: New York ‘93
- 2016: Guap
- 2017: Noonside
- 2017: Feel It Out
- 2017: Therapy
- 2017: Last Breath
- 2017: Drink I’m Sippin On
- 2017: Raingurl
- 2018: One More